# Livada (Arad)
Livada è un comune della Romania di 3 051 abitanti, ubicato nel distretto di Arad, nella regione storica della Transilvania.
Il comune è formato dall'unione di 2 villaggi: Livada e Sânleani.
I primi documenti che attestano la presenza della località di Livada risalgono al 1553.